# Sabulodes combustaria
Sabulodes combustaria là một loài bướm đêm trong họ Geometridae.